# Ostrownoje (Kaliningrad)
Ostrownoje (russisch Островное, deutsch Motzwethen, 1938 bis 1945 Motzfelde, litauisch Mocviečiai) ist ein Ort in der russischen Oblast Kaliningrad. Er gehört zur kommunalen Selbstverwaltungseinheit Stadtkreis Slawsk im Rajon Slawsk.

## Geographische Lage
Ostrownoje liegt zehn Kilometer nordwestlich der Kreisstadt Slawsk (Heinrichswalde) in einer Flussschleife der Gilge (russisch: Matrossowka), deren beide Arme durch einen Schleusenkanal verbunden sind und damit den Ort in eine Insellage bringen. In das Dorf führt eine von Schtscheglowka ((Groß) Brittanien) über Losnjaki (Grietischken, 1938 bis 1946 Grietienen) kommende Nebenstraße. Eine Bahnanbindung besteht nicht. Bis 1945 bestand Bahnanschluss über die Kleinbahnstation in Bogdahnen (1938 bis 1946: Bolzfelde, heute russisch: Werchni Bisser) der Niederungsbahn (Elchniederungsbahn) an der Bahnstrecke Brittanien–Karkeln (Schtscheglowka–Myssowka), die nicht mehr existiert.

## Geschichte
Das kleine ehemals Motzwethen genannte Dorf bestand vor 1945 aus mehreren kleinen und größeren etwas verstreut liegenden Höfen. Im Jahre 1874 wurde der Ort in den neu errichteten Amtsbezirk Jedwilleiten (ab 1939: „Amtsbezirk Neuschleuse“, der Ort existiert heute nicht mehr) eingegliedert, der bis 1945 zum Kreis Niederung (ab 1938 „Kreis Elchniederung“) im Regierungsbezirk Gumbinnen der preußischen Provinz Ostpreußen gehörte. Am 3. Juni – mit amtlicher Bestätigung vom 16. Juli – des Jahres 1938 wurde Motzwethen aus politisch-ideologischen Gründen der Vermeidung fremdländisch klingender Ortsnamen in „Motzfelde“ umbenannt.
Im Jahr 1945 kam der Ort in Kriegsfolge mit dem nördlichen Ostpreußen zur Sowjetunion. Er erhielt 1947 die russische Bezeichnung „Ostrownoje“ und wurde gleichzeitig dem Dorfsowjet Timirjasewski selski Sowet im Rajon Slawsk zugeordnet. Von 2008 bis 2015 gehörte Ostrownoje zur Landgemeinde Timirjasewskoje selskoje posselenije und seither zum Stadtkreis Slawsk.

### Einwohnerentwicklung
| Jahr | Einwohner |
| ---- | --------- |
| 1910 | 284       |
| 1925 | 189       |
| 1933 | 149       |
| 1939 | 150       |
| 2002 | 30        |
| 2010 | 15        |

## Kirche
Mit seiner fast ausnahmslos evangelischen Bevölkerung war Motzwethen resp. Motzfelde bis 1891 in das Kirchspiel der Kirche Neukirch und danach bis 1945 in das der Kirche Pokraken (1938 bis 1946: Weidenau, heute russisch: Leninskoje) eingepfarrt. Damit lag der Ort im Kirchenkreis Tilsit-Ragnit (Sowetsk-Neman) in der Kirchenprovinz Ostpreußen der Kirche der Altpreußischen Union. Heute liegt Ostrownoje im Einzugsgebiet der in den 1990er Jahren neu entstandenen evangelisch-lutherischen Kirchengemeinde Slawsk (Heinrichswalde). Sie ist Pfarrsitz für die gleichnamige Kirchenregion in der Propstei Kaliningrad der Evangelisch-lutherischen Kirche Europäisches Russland.